# 卡里斯全球学校
卡里斯全球学校（Charis Global School）成立于2007年。

学校位于西爪哇省勿加泗力宝西卡朗(东南亚称、印度尼西亚)。
该校设英语、印尼语、华语三种语言教学。学生规模3５0人左右，学生主要为当地人、马来西亚人、中国人、朝鲜人、印度人和日本人。

学校其中分为二部分，小学项目和中学项目。
学校提供从幼儿园到9年级的教育。学校可分成4部分、学前班 N1~ N2 (三~四岁)、 幼儿园 K1~K2(五~六岁)、小学 (一年级到六年级)，和中学 (七年级到九年级)。

## 教学设施
学校拥有图书阅览室，设有开放式书吧。目前教学楼设有教室25间，实验室，电脑室和礼堂。

学校各个地方都有一些闭路电视。

## 课外活动
学生都参与了许多课外活动。
- 机器人俱乐部
- 数学俱乐部
- 科学俱乐部
- 华语俱乐部
- 英语俱乐部
- 音乐俱乐部
- 篮子俱乐部
- 印尼语俱乐部
- 游泳俱乐部等

## 年度活动
- 家长老师的会议
- 学校牙科保健[3]
- 学校海外沉浸[4]
- 学校实地考察
- 学校开放日[5]
- 独立日的庆祝活动
- 宗教庆祝活动和节日
- 联合国纪念活动
- 最终项目

## 成就和奖项
| 图释 | 冠军 | 第二名 | 第三名 | 决赛 |

| 年     | 级别   | 比赛                                            | 成就和奖项      |
| ------ | ------ | ----------------------------------------------- | --------------- |
| 2014年 | 小学   | 坂本（SAKAMOTO）数学小组比赛                    | 决赛            |
| 2015年 | 小学   | 英语故事比赛                                    | 第二名(1个人)   |
| 2015年 | 小学   | 英语故事比赛                                    | 第三名(2个人)   |
| 2015年 | 小学   | Marshall Cavendish英文写作比赛                  | 决赛            |
| 2015年 | 小学   | EF全国英语比赛                                  | 冠军            |
| 2015年 | 小学   | 美国数学奥林匹克(AMO）                          | 3银             |
| 2015年 | 小学   | 美国数学奥林匹克(AMO）                          | 3青铜           |
| 2015年 | 小学   | 新加坡和亚洲学校数学奥林匹克比赛(SASMO)         | 1 金            |
| 2015年 | 小学   | 新加坡和亚洲学校数学奥林匹克比赛(SASMO)         | 2银             |
| 2015年 | 小学   | 新加坡和亚洲学校数学奥林匹克比赛(SASMO)         | 4青铜           |
| 2016年 | 小学   | 印度尼西亚全国科学奥林匹克比赛(OSN)             | 勿加泗 地区冠军 |
| 2016年 | 小学   | 阅读，写作和数学 (CALISTUNG) 勿加泗地区比赛     | 决赛            |
| 2016年 | 中学   | 总统大学 英语演讲比赛                           | 第三名          |
| 2017年 | 小学   | 新加坡和亚洲学校数学奥林匹克比赛(SASMO)         | 2银             |
| 2017年 | 小学   | 新加坡和亚洲学校数学奥林匹克比赛(SASMO)         | 4青铜           |
| 2017年 | 小学   | 印度尼西亚全国科学奥林匹克比赛(OSN) 数学比赛    | 分地区冠军      |
| 2018年 | 幼儿园 | WMI 世界数学邀请赛 《幼儿园》                   | 1青铜           |
| 2018年 | 小学   | WMI 世界数学邀请赛《小学》                      | 5银             |
| 2018年 | 小学   | WMI 世界数学邀请赛《小学》                      | 3青铜           |
| 2018年 | 中学   | WMI 世界数学邀请赛《中学》                      | 1青铜           |
| 2018年 | 小学   | AIMO 亚洲国际数学奥林匹克公开赛 《小学3级~6级》 | 1金             |
| 2018年 | 小学   | AIMO 亚洲国际数学奥林匹克公开赛 《小学3级~6级》 | 15银            |
| 2018年 | 小学   | AIMO 亚洲国际数学奥林匹克公开赛 《小学3级~6级》 | 4青铜           |
| 2018年 | 中学   | AIMO 亚洲国际数学奥林匹克公开赛 《中学7级~8级》 | 1银             |
| 2018年 | 中学   | AIMO 亚洲国际数学奥林匹克公开赛 《中学7级~8级》 | 3青铜           |